# دودينغتون (كامبريدجشير)
دودينغتون (بالإنجليزية: Doddington, Cambridgeshire)‏ هي قرية و أبرشية مدنية تقع في المملكة المتحدة في إنجلترا.